# ناحیه ادامز، شهرستان وارن، ایندیانا
ناحیه ادامز، بخش وارن، ایندیانا (به انگلیسی: Adams Township, Warren County, Indiana) در ایالات متحده آمریکا است که در ایندیانا واقع شده‌است.

## خصوصیات
ناحیه ادامز ۵۱۲ نفر جمعیت دارد و ۲۱۸ متر بالاتر از سطح دریا واقع شده‌است.